# Гіраут Рік'єр

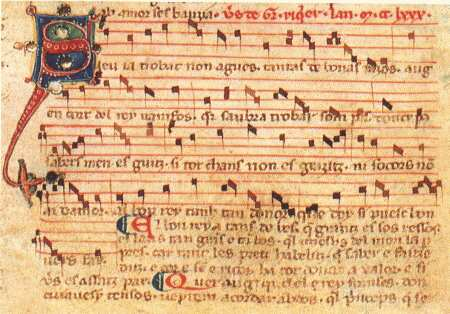
Одна з пісень Гіраута Рік'єра

Гіраут Рік'єр, фр. варіант — Жіро Рик'є (Guiraut Riquier) (бл. 1230 — бл. 1295) — провансальський трубадур. Роки творчої діяльності 1254—1292.
Був родом з Нарбонни. Служив при дворі короля Кастилії. Називав себе «останнім трубадуром». Рік'єр складав як класичні куртуазні твори, так і пісні релігійного змісту. Свої вірші Гіраут Рік'єр зібрав у книгу, пронумерувавши їх та проставивши дати. Його 27-у пісню, складену в 1292 році «Пора мені з піснями кінчати …» прийнято вважати останнім твором трубадурів.